# Matteo Ragonisi

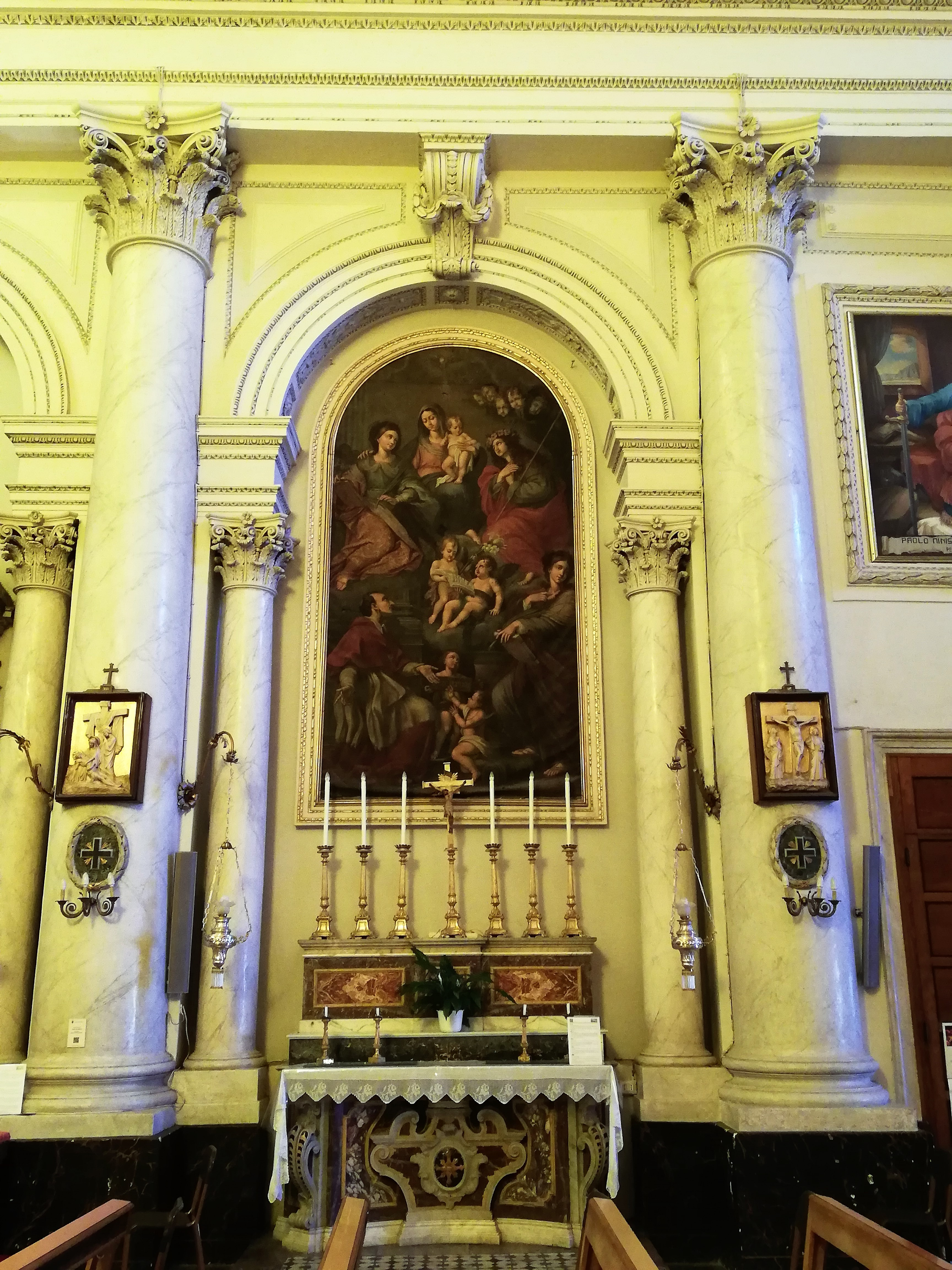
Vergine Maria con Bambino ritratta con San Carlo Borromeo, Santa Barbara, Santa Lucia, Santa Rosalia, opera custodita nella basilica collegiata dei Santi Pietro e Paolo di Acireale.

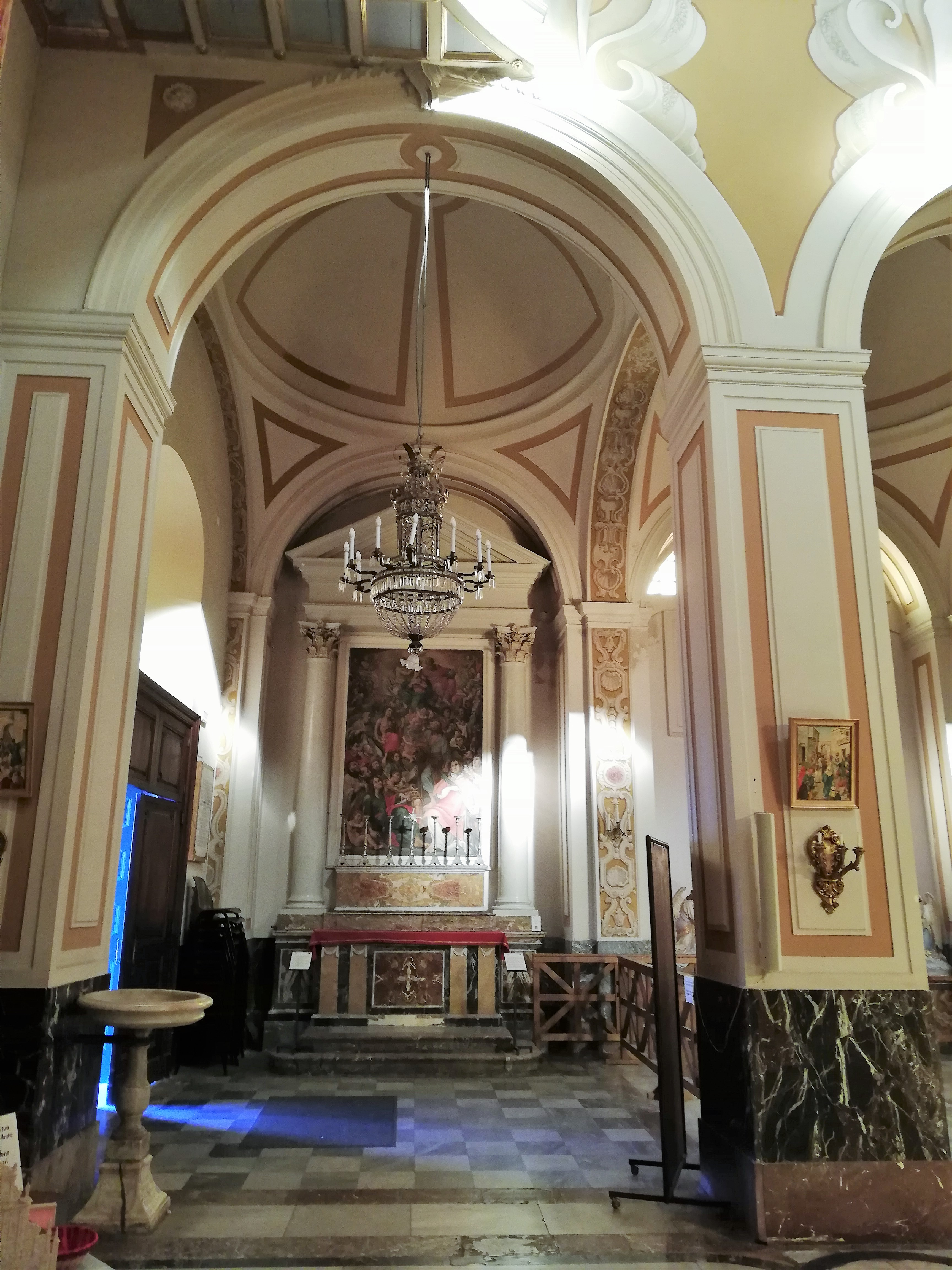
Incoronazione della Vergine, opera custodita nella basilica collegiata di San Sebastiano di Acireale.

Matteo Ragonisi (Acireale, 1660 – 1734) è stato un pittore italiano.

## Biografia
Torna nella città natale dopo un periodo di studio a Roma dove è particolarmente influenzato dalla pittura di Carlo Maratta.
Il suo stile si caratterizza per il gran numero di personaggi (strage degli innocenti, visioni mistiche derivate da Pietro Novelli o da Rubens) con forte componente espressionistica.
Acireale, dove Ragonisi nacque e visse, gli ha dedicato una strada.

## Opere

### Acireale
- XVIII secolo, Strage degli Innocenti, olio su tela, opera custodita nella chiesa di Santa Maria del Suffragio.
- XVIII secolo, San Gregorio, olio su tela, opera custodita nella chiesa di Santa Maria del Suffragio.
- XVIII secolo, Incoronazione della Vergine da parte della Santissima Trinità, raffigurata con San Giuseppe, San Sebastiano, San Fabiano, San Giovanni Evangelista, San Luca Evangelista, San Giovanni Battista, San Francesco d'Assisi, San Filippo Neri, Sant'Ignazio di Loyola, San Carlo Borromeo, San Lorenzo, Sant'Antonio di Padova e una teoria di altri Santi, opera custodita nella Cappella dell'Incoronazione della Vergine della basilica collegiata di San Sebastiano.[1]
- XVIII secolo, Madonna del Rosario ritratta con San Domenico, Santa Caterina da Siena e altri Santi domencani, Sposalizio di Santa Rita, dipinto su tela, opera custodita nella chiesa di San Domenico.
- Basilica collegiata dei Santi Pietro e Paolo:
  - XVIII secolo, Santi Pietro e Paolo, olio su tela, opera custodita nella sagrestia.
  - XVIII secolo, Santi Pietro e Paolo ritratti in adorazione dinanzi al Santissimo Sacramento alla presenza della Beata Vergine Maria, dipinto su tela, opera custodita nella cappella eponima.[1]
  - XVIII secolo, Vergine con Bambino ritratta con San Carlo Borromeo, Santa Barbara, Santa Lucia, Santa Rosalia, dipinto su tela, opera custodita nella Cappella di San Carlo Borromeo.
- Santuario della Madonna di Loreto:
  - 1694, Madonna di Loreto con il Bambino Gesù, olio su tela, opera custodita sull'altare centrale.
  - XVIII secolo, Ciclo con l'episodio Maria bambina tra Sant'Anna e San Gioacchino, affreschi, opere imbiancate e successivamente riscoperte nel 1895.

### Aci Catena
- XVIII secolo, Madonna del Rosario, olio su tela, opera custodita nella chiesa di Santa Lucia.
- XVIII secolo, Immacolata, olio su tela, opera custodita nel santuario matrice di Maria Santissima della Catena.

### Aci Platani
- 1728, Pietà e Apparizione della Vergine Maria del Monte Carmelo a San Simone Stock, olio su tela, opere custodite nella chiesa della Beata Vergine Maria del Monte Carmelo.